# Puits des Juifs
Le puits des Juifs est un monument historique situé à Riquewihr, dans le département français du Haut-Rhin.

## Localisation
Ce bâtiment est situé rue du Général-de-Gaulle, rue Hederich et au 25, rue Saint-Nicolas à Riquewihr.

## Historique
L'édifice fait l'objet d'une inscription au titre des monuments historiques depuis 1930.